# Oscar 1952
A 24ª cerimônia de entrega dos Academy Awards (ou Oscars 1952), apresentada pela Academia de Artes e Ciências Cinematográficas, premiou os melhores atores, técnicos e filmes de 1951 no dia 20 de março de 1952, em Hollywood, e teve  como mestre de cerimônias Danny Kaye.
O drama An American in Paris foi premiado como melhor filme, sendo apenas a segunda produção colorida a vencer nesta categoria. A primeira foi Gone with the Wind.
Ao vencer por sua atuação em The African Queen, Humphrey Bogart tornou-se o último homem nascido no século XIX a ser escolhido como melhor ator.

## Indicados e vencedores
| Melhor Filme - An American in Paris - Decision Before Dawn - A Place in the Sun - Quo Vadis - A Streetcar Named Desire | Melhor Diretor - George Stevens – A Place in the Sun - John Huston – The African Queen - Elia Kazan – A Streetcar Named Desire - Vincente Minnelli – An American in Paris - William Wyler – Detective Story                                    |
| Melhor Ator/Actor (Principal) - Humphrey Bogart – The African Queen - Marlon Brando – A Streetcar Named Desire - Montgomery Clift – A Place in the Sun - Arthur Kennedy – Bright Victory - Fredric March – Death of a Salesman | Melhor Atriz/Actriz (Principal) - Vivien Leigh – A Streetcar Named Desire - Katharine Hepburn – The African Queen - Eleanor Parker – Detective Story - Shelley Winters – A Place in the Sun - Jane Wyman – The Blue Veil                       |
| Melhor Ator/Actor Coadjuvante/Secundário - Karl Malden – A Streetcar Named Desire - Leo Genn – Quo Vadis - Kevin McCarthy – Death of a Salesman - Peter Ustinov – Quo Vadis - Gig Young – Come Fill the Cup                    | Melhor Atriz/Actriz Coadjuvante/Secundária - Kim Hunter – A Streetcar Named Desire - Joan Blondell – The Blue Veil - Mildred Dunnock – Death of a Salesman - Lee Grant – Detective Story - Thelma Ritter – The Mating Season                   |
| Melhor Roteiro/Argumento - Original - An American in Paris - Ace In The Hole - David and Bathsheba - The Well - Go for Broke!                                                                                                  | Melhor Roteiro/Argumento - Adaptado - A Place in the Sun - The African Queen - La Ronde - A Streetcar Named Desire - Detective Story |
| Melhor História Original - Seven Days to Noon - Bullfighter and the Lady - Teresa - The Frogmen - Here Comes the Groom | Melhores Efeitos Visuais - When Worlds Collide |
| Melhor Documentário em Longa-metragem - Kon-Tiki - I Was a Communist for the FBI | Melhor Documentário em Curta-metragem - Benjy - One Who Came Back - The Seeing Eye |
| Melhor Curta-metragem em Uma Bobina - World of Kids - Ridin' the Rails - The Story of Time | Melhor Curta-metragem em Duas Bobinas - Nature's Half Acre - Balzac - Danger Under the Sea |
| Melhor Animação em Curta-metragem - The Two Mouseketeers - Lambert the Sheepish Lion - Rooty Toot Toot | Melhor Edição/Montagem - A Place in the Sun - An American in Paris - The Well - Decision Before Dawn - Quo Vadis |
| Melhor Trilha Sonora/Banda Sonora/Comédia ou Drama - A Place in the Sun - David and Bathsheba - Death of a Salesman - A Streetcar Named Desire - Quo Vadis                                                                     | Melhor Canção original - "In the Cool, Cool, Cool of the Evening" por Here Comes the Groom - "A Kiss to Build a Dream On" por The Strip - "Never" por Golden Girl - "Too Late Now" por Royal Wedding - "Wonder Why" por Rich, Young and Pretty |
| Melhor Trilha Sonora/Banda Sonora/Musical - An American in Paris - The Great Caruso - Show Boat - On the Riviera - Alice in Wonderland                                                                                         | Melhor Mixagem/mistura de Som - The Great Caruso - Two Tickets to Broadway - I Want You - Bright Victory - A Streetcar Named Desire |
| Melhor Direção de Arte/Preto & Branco - A Streetcar Named Desire - La Ronde - Too Young to Kiss - House on Telegraph Hill - Fourteen Hours                                                                                     | Melhor Direção de Arte/Colorido - An American in Paris - Tales of Hoffmann - Quo Vadis - David and Bathsheba - On the Riviera |
| Melhor Cinematografia/Fotografia/Preto & Branco - A Place in the Sun - The Frogmen - Strangers on a Train - Death of a Salesman - A Streetcar Named Desire                                                                     | Melhor Cinematografia/Fotografia/Colorido - An American in Paris - Show Boat - When Worlds Collide - David and Bathsheba - Quo Vadis |
| Melhor Figurino/Guarda-Roupa/Preto & Branco - A Place in the Sun - A Streetcar Named Desire - The Model and the Marriage Broker - Kind Lady - The Mudlark                                                                      | Melhor Figurino/Guarda-Roupa/Colorido - An American in Paris - Tales of Hoffmann - David and Bathsheba - Quo Vadis - The Great Caruso |
| Melhor Filme Estrangeiro - Rashōmon (Japão) | |

### Múltiplas indicações
- 12 indicações: A Streetcar Named Desire
- 9 indicações: A Place in the Sun
- 8 indicações: An American in Paris e Quo Vadis
- 5 indicações: David and Bathsheba e Death of a Salesman
- 4 indicações: The African Queen e Detective Story
- 3 indicações: The Great Caruso
- 2 indicações: The Blue Veil, Bright Victory, Decision Before Dawn, The Frogmen, Here Comes the Groom, La Ronde, On the Riviera, Show Boat, Tales of Hoffmann, The Well e When Worlds Collide